# Przybyli do wsi żołnierze
Przybyli do wsi żołnierze – nieukończony polski film fabularny z 1939.
W zamierzeniu twórców film miał ukazać wzajemny stosunek ludności wiejskiej do żołnierzy Wojska Polskiego. Zdjęcia do filmu zaczęły się w lipcu 1939, nie zostały ukończone z powodu wybuchu II wojny światowej. Większość scen kręcono do sierpnia 1939 we wsi Złaków Kościelny, która w okresie II Rzeczypospolitej uchodziła za jedną z niewielu w Polsce centralnej, w której ludność na co dzień ubierała się w barwne stroje ludowe.

## Obsada
- Józef Kondrat
- Tadeusz Fijewski
- Nina Świerczewska – wiejska Łowiczanka
- Zofia Kajzerówna – wiejska Łowiczanka
- Alina Żeliska – wiejska Łowiczanka
- Stefan Hnydziński
- Stanisław Łapiński
- Helena Buczyńska
- Franciszek Dominiak
- Wilhelm Korabiowski